# Orthosia rifana
Orthosia rifana är en fjärilsart som beskrevs av Charles E. Rungs 1972. Orthosia rifana ingår i släktet Orthosia och familjen nattflyn. Inga underarter finns listade i Catalogue of Life.